# Los Angeles Raiders 1991
La stagione 1991 dei Los Angeles Raiders è stata la 22ª della franchigia nella National Football League, la 32ª complessiva e la decima di tredici a Los Angeles. Dopo avere iniziato con un record di 9-4, la squadra perse tutte le ultime tre gare, riuscendo comunque a qualificarsi per i playoff per il secondo anno consecutivo. I Raiders furono incostanti in attacco, col quarterback Jay Schroeder che fu spostato in panchina al posto di Todd Marinovich. Degno di nota il fatto che il futuro Hall of Famer Marcus Allen fu tenuto nel ruolo di riserva del nuovo acquisto Roger Craig e che il futuro All-Pro Tim Brown giocò anch'egli come riserva, partendo una sola volta come titolare. Anche la perdita di Bo Jackson per un infortunio che pose fine alla sua carriera ebbe un impatto. La difesa fu invece un reparto solido con Howie Long, Greg Townsend (13 sack) e il nuovo acquisto Ronnie Lott (8 intercetti).

## Scelte nel Draft 1991
| Scelte dei Raiders nel Draft 1991 |        |                 |       |                   |
| Giro                              | Scelta | Giocatore       | Ruolo | College           |
| 1                                 | 24     | Todd Marinovich | QB    | USC               |
| 2                                 | 43     | Nick Bell       | RB    | Iowa              |
| 4                                 | 100    | Rocket Ismail   | WR    | Notre Dame        |
| 6                                 | 146    | Nolan Harrison  | DE    | Indiana           |
| 8                                 | 213    | Brian Jones     | LB    | Texas             |
| 8                                 | 219    | Todd Woulard    | LB    | Alabama A&M       |
| 9                                 | 247    | Tahaun Lewis    | DB    | Nebraska          |
| 10                                | 274    | Andrew Glover   | TE    | Grambling St.     |
| 12                                | 330    | Dennis Johnson  | WR    | Winston-Salem St. |

## Calendario
| Stagione regolare |                       |                    |
| Turno             | Avversario            | Risultato          |
| 1                 | at Houston Oilers     | S 47–17            |
| 2                 | Denver Broncos        | V 16–13            |
| 3                 | Indianapolis Colts    | V 16–0             |
| 4                 | at Atlanta Falcons    | S 21–17            |
| 5                 | San Francisco 49ers   | V 12–6             |
| 6                 | San Diego Chargers    | S 21–13            |
| 7                 | at Seattle Seahawks   | V 23–20            |
| 8                 | Los Angeles Rams      | V 20–17            |
| 9                 | at Kansas City Chiefs | S 24–21            |
| 10                | Settimana di pausa    | Settimana di pausa |
| 11                | at Denver Broncos     | V 17–16            |
| 12                | Seattle Seahawks      | V 31–7             |
| 13                | at Cincinnati Bengals | V 38–14            |
| 14                | at San Diego Chargers | V 9–7              |
| 15                | Buffalo Bills         | S 30–27            |
| 16                | at New Orleans Saints | S 27–0             |
| 17                | Kansas City Chiefs    | S 27–21            |

### Playoff
| Playoff  |                  |                       |           |          |
| Turno    | Data             | Avversario            | Risultato | Pubblico |
| Wildcard | 28 dicembre 1991 | at Kansas City Chiefs | S 10–6    | 75.824   |

## Classifiche
| AFC West Division       |    |    |   |      |     |      |     |     |     |
|                         | V  | S  | P | %    | DIV | CONF | PF  | PS  | STR |
| (2) Denver Broncos      | 12 | 4  | 0 | .750 | 5–3 | 10–4 | 304 | 235 | V4  |
| (4) Kansas City Chiefs  | 10 | 6  | 0 | .625 | 6–2 | 8–4  | 322 | 252 | V1  |
| (5) Los Angeles Raiders | 9  | 7  | 0 | .563 | 5–3 | 7–5  | 298 | 297 | S3  |
| Seattle Seahawks        | 7  | 9  | 0 | .438 | 2–6 | 6–6  | 276 | 261 | V1  |
| San Diego Chargers      | 4  | 12 | 0 | .250 | 2–6 | 3–9  | 274 | 342 | S1  |